# Lac Vannes
Lac Vannes är en sjö i Kanada.   Den ligger i regionen Nord-du-Québec och provinsen Québec, i den östra delen av landet, 1 300 km nordost om huvudstaden Ottawa. Lac Vannes ligger 416 meter över havet. Arean är 31 kvadratkilometer. Den sträcker sig 13,9 kilometer i nord-sydlig riktning, och 9,2 kilometer i öst-västlig riktning.
Trakten runt Lac Vannes är nära nog obefolkad, med mindre än två invånare per kvadratkilometer.